# Marek Kulas
Marek Kulas (Kościerzyna, 6 juli 1963) is een voormalig Pools wielrenner.

## Belangrijkste overwinningen
1986
- Eindklassement Ronde van Polen

1991
- Regensburg, Duitsland
- Heverlee

1992
- 2e etappe Niederoesterreich Rundfahrt, Oostenrijk
- 1e etappe Herald Sun Tour, Australië

## Resultaten in voornaamste wedstrijden
| Jaar | Gent-Wevelgem | Ronde van Vlaanderen | Luik-Bast.‑Luik |
| ---- | ------------- | -------------------- | --------------- |
| 1990 | 14e           |                      |                 |
| 1991 | 47e           |                      | 71e             |
| 1992 | 89e           | 86e                  |                 |